# Viktor Verschaeve
Viktor Verschaeve (* 3. August 1998 in Brasschaat) ist ein ehemaliger belgischer Radrennfahrer, der auf der Straße aktiv war.

## Sportlicher Werdegang
Nach dem Wechsel in die U23 fuhr Verschaeve zunächst für den belgischen Verein EFC-L&R-Vulsteke. Durch gute Leistungen empfahl er sich für Einsätze mit der U23-Nationalmannschaft bei Welt- und Europameisterschaften sowie im UCI Nations’ Cup U23. Zur Saison 2019 wechselte er in das Nachwuchsteam Lotto-Soudal U23. Im selben Jahr wurde er jeweils Zweiter bei Lüttich–Bastogne–Lüttich Espoirs und auf der vierten Etappe des U23-Rennens Giro Ciclistico d’Italia. Bei der Tour de Savoie Mont-Blanc 2020 erzielte er mit dem Gewinn der zweiten Etappe seinen ersten Erfolg auf der UCI Europe Tour.
Zur Saison 2021 wurde Verschaeve im Zuge des Neuaufbaus in das UCI WorldTeam von Lotto Soudal übernommen. In seiner ersten Saison hatte er jedoch kaum Renneinsätze, der er wegen einer verengten Oberschenkarterie und eines eingeklemmten Nervs zweimal operiert werden musste. In der Saison 2022 immer noch mit Schmerzen fahrend, stand er nach der Aufgabe bei der Tour du Limousin im August kurz davon, seine aktive Karriere zu beenden. Sein Team hielt jedoch zu ihm und überzeugte ihn zum Verbleib im Radsport. Um den Druck von ihm zu nehmen, fährt er 2023 wieder eine Saison für das Lotto Dstny Development Team.
Im Mai 2023 erklärte Verschaeve seinen Rücktritt vom Leistungsradsport. Grund dafür sei eine langwierige Verletzung, die ihm seit 2022 zu schaffen mache.

## Erfolge
2015
- eine Etappe Keizer der Juniores

2020
- eine Etappe Tour de Savoie Mont-Blanc